# انتخابات سراسری تایلند (۲۰۱۹)
انتخابات سراسری تایلند (انگلیسی: 2019 Thai general election) در ۲۴ مارس ۲۰۱۹ برای انتخاب نخست‌وزیر برگزار گردید، این نخستین انتخابات بعد از کودتای نظامی در تایلند است که در ۲۰۱۷ متوقف شده بود و در ماه مارس برگزار شد. در انتخابات ۲۰۱۷ پانصد کرسی مجلس نمایندگان (تایلند) برگزیده شد که توسط دولت کودتا منحل گردید. هفتاد و هفت حزب در انتخابات سراسری تایلند (۲۰۱۹)، از جمله دو حزب اصلی حزب فیو تای (که از نخست‌وزیر سابق حمایت می‌کردند و اکثریت کرسی‌های پیش از کودتا) را در دست داشتند و حزب دموکرات (حزب مخالف اصلی پیش از کودتا) این انتخابات را برگزار کردند. آن‌ها توسط چندین حزب جدید به هم پیوستند، و اغلب به‌طور غیرعلنی از هم حمایت کرده و بر ضد رهبری تبلیغ می‌کردند. حزب اولی عبارت بود از پلنگ پراچارات، در حالی که دومی شامل «حزب پیشرو آینده» بود،
رای‌دهندگان جوان چندین حزب «فیو تای» در رقابت‌های انتخاباتی با علاقه‌مندی زیاد به نسبت دهه‌های اخیر در این انتخابات شرکت کردند، براساس علاقه رای‌دهندگان، این انتخابات شاهد افزایش میزان مشارکت رای‌دهندگان در انتخابات بوده‌است. انتخابات با استفاده از سیستم نمایندگی تناسبی یعنی محاسبه بر اساس نسبت جمعیت برگزار شد که در آن رای‌دهندگان یک رای برای هر دو حوزه انتخاباتی خود و همچنین به یک فهرست حزب سراسری رای دادند، تا برای دستیابی به نمایندگی متناسب با هم ترکیب شوند. همچنین برخلاف انتخابات قبلی در قانون اساسی جدید مواد قانون انتخابات متفاوت است، آنچنانکه نخست‌وزیر باید به عنوان عضوی منتخب از مجلس نمایندگان انتخاب شود و توسط پارلمان تایلند و مجلس سنا انتخاب گردد، مجلس سنای تایلند شامل ۲۵۰ عضو مجلس است.
انتخابات اصلی از ساعت ۸ تا ۱۷روز، ۲۴ مارس برگزار شد.

## نتیجه انتخابات
در مه ۲۰۱۹ نتایج انتخابات نهایی تأیید کردند که حزب فیو تای به رهبری سودارات کیورافان با کسب ۱۳۶ کرسی از ۵۰۰ کرسی مجلس نمایندگان حزب حامی هونتا نظامی را با اختلاف ۹۷ کرسی شکست داد و پیروز انتخابات شد.

## پیشینه
انتخابات سراسری تایلند در ۲ فوریه ۲۰۱۴ پس از آن که نخست‌وزیر تایلند از شاه شیناواتر اجازه برگزاری انتخابات زودهنگام را گرفت و این انتخابات به دلیل بحران سیاسی ۲۰۱۴–۲۰۱۳ درخواست شد. رهبران حزب اصلاح دموکراتیک که مخالف دولت بودند به این رای‌گیری اعتراض کردند و به جای آن خواستار «اصلاح پیش نویس قانون انتخابات» و دولت ینگلاک شیناواترا شدند تا توسط یک «شورای اصلاحات» منصوب شود. در نتیجه این بحران انتخابات توسط حزب مخالف اصلی، حزب دموکرات (تایلند) تحریم شد و شکست انتخابات توسط معترضان به این معنا بود که رای‌گیری در برخی حوزه‌ها به تاریخ بعدی موکول شده‌است، در حالی که رای‌دهندگان غایب در مناطق شهری قادر به رای دادن نبودند.
در نتیجه در آوریل ۲۰۱۴، دادگاه قانون اساسی حکم داد که این انتخابات خلاف قانون اساسی است؛ چرا که رای‌گیری در دادگاه صورت نگرفته‌است.
پس از اینکه کودتا در ماه مه صورت گرفت. دولت کودتا دولت منتخب را عزل کرد و یک دولت باعنوان شورای ملی صلح و نظم به رهبری ژنرال پرایوت چان که در آن زمان فرمانده ارتش سلطنتی تایلند بود را منصوب کرد و کل انتخابات لغو شد.